# 露米会社

社旗

露米会社（ろべいかいしゃ、Russian-American Company、ロシア語: Российско-американская компания）は、極東と北アメリカでの植民地経営と毛皮交易を目的とした、ロシア帝国の国策会社・勅許会社である。1799年、パーヴェル1世から、官僚・外交官のニコライ・レザノフへの勅許により成立した。

## 沿革

### 露米会社の設立

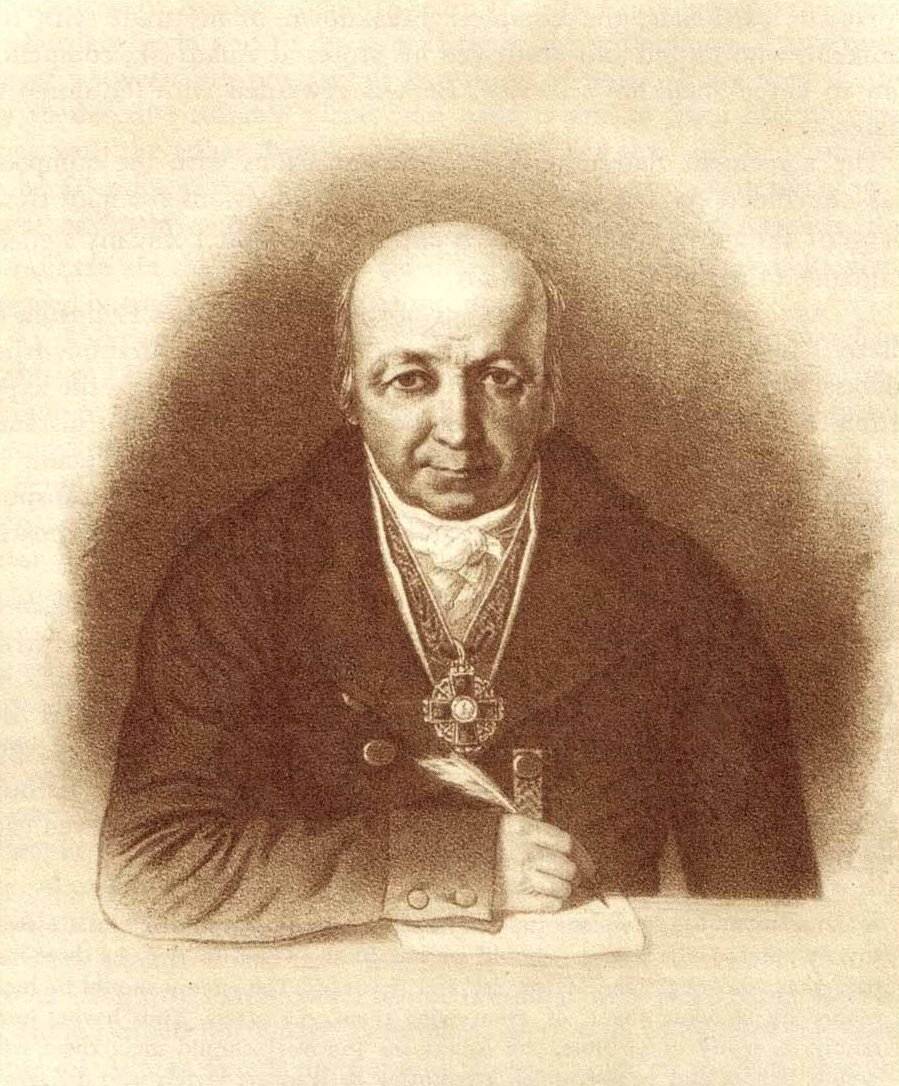
露米会社で活動したアレクサンドル・バラノフ。ロシア領アラスカの初代総督でもある

露米会社の設立以前は、アラスカの毛皮交易はイルクーツクの商人グリゴリー・シェリホフとその娘婿であるレザノフの会社が独占していた。1784年、シェリホフは仲間のゴリコフとともにアラスカ南部のコディアック島に進出して入植地を築き、1790年にはアラスカを植民地化していくつかの毛皮会社（シェリホフ＝ゴリコフ毛皮会社、後に露米会社）を設立した。シェリホフが1795年に死んだ後はレザノフが会社を継いでおり、アラスカの現地ではシェリホフに雇われた商人アレクサンドル・バラノフが入植地を増やしていた。
勅許では、露米会社はロシア領アメリカ（北緯55度以北のアラスカ）やアリューシャン列島、千島列島での毛皮採取、鉱物採掘を20年にわたり独占的に認められた。20年後の1821年には新たな勅許により露米会社は北緯51度以北にまでその支配地域を伸ばした。会社には商人たちや宮廷・皇族の面々が出資しており、勅許によれば会社の利益の3分の1は皇帝のものとなった。
1790年から1818年までアラスカ総督（アラスカ長官）も務めたバラノフの下、露米会社は多くの拠点を置いた。1804年にはシトカの戦いを経てアラスカ南部にノヴォ・アルハンゲリスク（現在のシトカの町）を築いた。露米会社は北西太平洋沿岸のアラスカからカリフォルニアにまで要塞を築いており、最も南の要塞フォート・ロス（Fort Ross、Форт-Росс）は、現在のソノマ郡の海岸にあった。要塞は復元されており、フォート・ロス州立歴史公園の中核施設になっている。

### 露米会社の経営

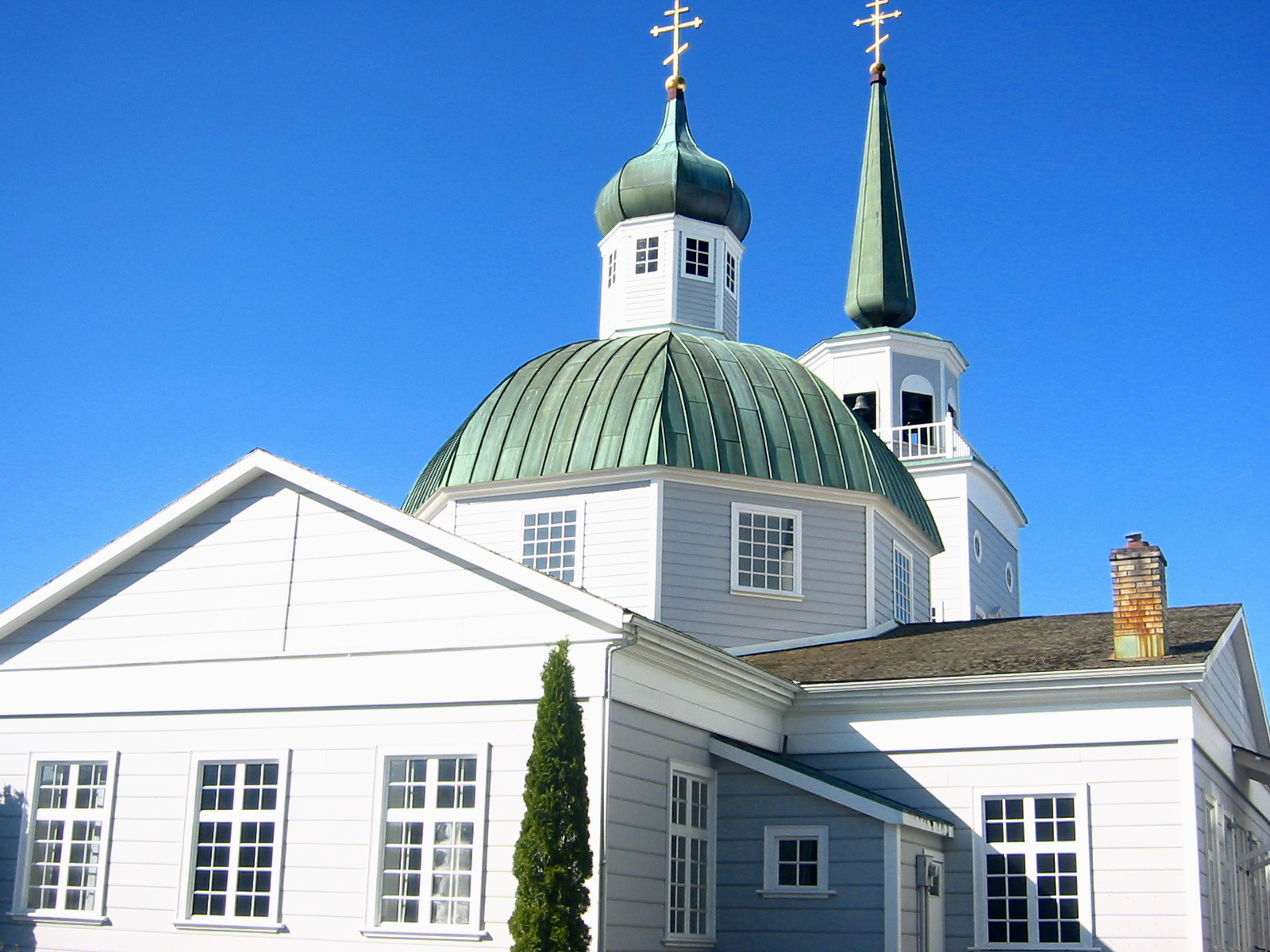
シトカに残る正教会の聖堂

露米会社の経営は最初から厳しく、食糧難で入植地は崩壊寸前となり会社は大きな損失を出した。レザノフはアラスカの維持のためにはまず日本との交易が必要と考え、自らペテルブルクから長崎へ来航したが鎖国中であり不調に終わった。半年を長崎で待った後、彼はカムチャツカ経由でアラスカに向かった。レザノフは現地の規律を立て直し、食糧難解決のために今度は南方のスペイン領アルタ・カリフォルニアへ向かい食料調達と交易確立を図ったが、彼の死によりスペインとロシアの条約締結はならなかった。

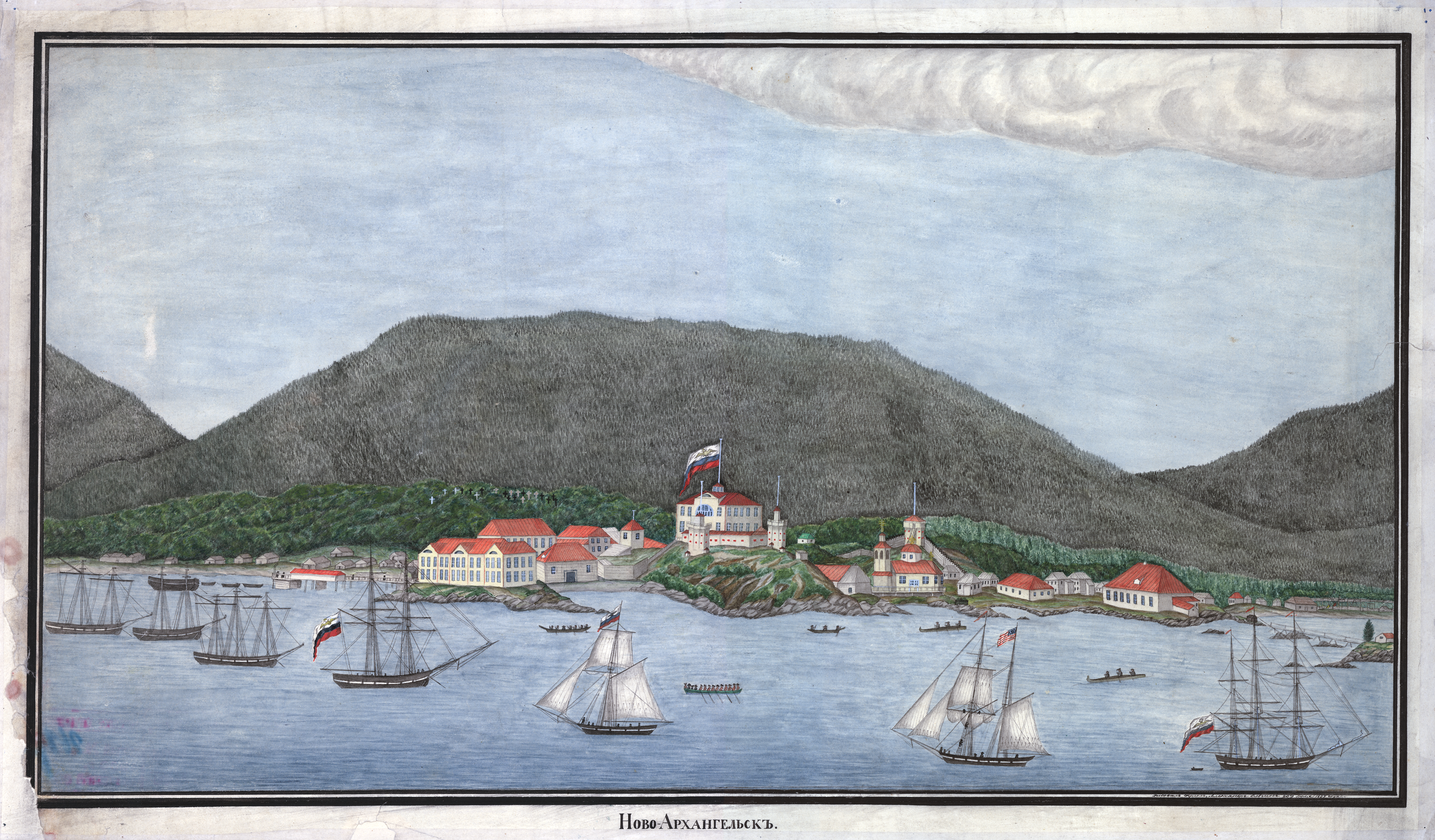
露米会社の本拠が置かれていたノヴォ・アルハンゲリスク（現在のシトカの町）の1837年の様子

バラノフは1818年に総督から退きロシアに帰る途中で病死した。同年、ロシア政府が露米会社の経営権を商人たちから取り上げ海軍士官たちが経営を行ったが、彼らの多くは毛皮交易については無知であり経営は傾いた。しかしこの時期の露米会社で傑出した人物には、探検家・海軍士官のフェルディナント・フォン・ウランゲルがいる。彼は1830年から1835年にかけて露米会社でアラスカ総督を務め、1840年から1849年まで首都ペテルブルクで露米会社支配人になり、入植地を立て直しライバルのイギリス商人やアメリカ商人らと競争した。
露米会社はアラスカ全土を実効支配できず海岸部の支配にとどまり、1830年代以降はイギリスのハドソン湾会社やアメリカ人のハンターらがカナダ方面から内陸部を伝って進出し、アラスカの毛皮交易に参入して露米会社のライバルとなった。ラッコなどの毛皮はアラスカからシベリアを横断してロシアに向かうため、輸送料が高くつくのも悩みの種だった。また露米会社の弱点である食糧難は解決できず、ロシア人の入植地は太平洋を航海するアメリカ人の船による補給に頼っていた。しかも1821年の新たな勅許は競争相手である海外勢力との接触を禁じていたため、食糧を補給し毛皮を買ってくれるアメリカ船とのつながりが断たれた。結果、露米会社は、アラスカ沿岸を通って北極海に出る航路をハドソン湾会社に認める代わりに同社と協定を結んだ。
1840年代も露米会社にとり厳しい時期だった。海岸部の先住民たちは露米会社のもとで厳しい労働を強いられていた。アリュート人はアリューシャン列島からアラスカ本土へ移され、ラッコ狩りや軍務などに従事していたが、その人口は疫病や労役で減少傾向にあった。またトリンギット族は露米会社に服従せず何度も入植地を攻撃した。しかしこの時期から露米会社を経営する海軍士官たちは学校や病院の建設を行い生活向上の努力をしたため人口は回復し始めた。
アラスカの聖ゲルマン（ハーマン）、アラスカの聖インノケンティ、モスクワ総主教聖ティーホンといったロシア正教会の聖職者たちもアラスカに入り、毛皮商人の先住民への虐待を止める一方で、先住民に対し現地文化や共同体を重んじた布教をおこなったため、先住民の入信者が増加した。アリューシャン列島などでは今日でもアメリカ正教会に属する聖堂が多く建っており正教徒も多い。

### アラスカ売却
1860年代には露米会社の経営は、毛皮の動物の乱獲や英米商人との競争のため依然として厳しさが続いていた。ロシア政府は本土から遠く離れ補給も防衛も困難なアラスカを切り離そうとし、1867年にはついにアラスカはアメリカ合衆国に売却されることとなった。

### 露米会社の遺産
アラスカはアメリカ領アラスカ県（Department of Alaska）となり、露米会社が持っていたアラスカの権益はサンフランシスコのハッチンソン・コール&カンパニー（Hutchinson, Kohl & Company）が引き継ぎ、後にアラスカ商業会社と会社名が変更された。アラスカ商業会社はデパート経営、アラスカでの機械販売および遠隔地での小売店経営を行い、デパートや機械部門を売却した現在も21の小さな村で商店を経営している。

## 露米会社に由来する地名
露米会社はアラスカの初期の探検や学術調査も行った。アラスカ南東部には今も、バラノフ（バラノフ島、en:Baranof Warm Springs, Alaska、en:Baranof Lake、en:Baranof River）やウランゲル（ランゲル）といった露米会社の支配人や総督たちの名を冠した地名が多数残っている。